# Ctenus bomdilaensis
Ctenus bomdilaensis är en spindelart som beskrevs av Benoy Krishna Tikader och C.L. Malhotra 1981. Ctenus bomdilaensis ingår i släktet Ctenus och familjen Ctenidae. Inga underarter finns listade i Catalogue of Life.